# Slobodan Rajković
Slobodan Rajković (in serbo Слободан Рајковић?; Belgrado, 3 febbraio 1989) è un ex calciatore serbo, difensore.

## Carriera

### Club
Dopo aver cominciato la sua carriera nell'OFK Belgrado, nel novembre 2005 la squadra inglese del Chelsea sborsò 5,2 milioni di euro per accaparrarsi il sedicenne centrale di difesa serbo.
Rajković rimase all'OFK Belgrado in prestito dal Chelsea fino al termine della stagione 2006-2007 di Superliga serba. Il Chelsea prestò quindi il giovane difensore al PSV per la stagione 2007-2008, come controparte per il ritorno di Alex ai Blues.
Il 5 settembre 2008 la FIFA ha sospeso per un anno il difensore, allora in prestito al Twente, che si era reso protagonista, durante il torneo olimpico, di uno sputo verso l'arbitro Abdullah Al Hilali.
Il 24 agosto 2011 i tedeschi dell'Amburgo lo acquistano dal Chelsea, firmando un contratto di quattro anni.
Dopo 4 stagioni il 24 giugno 2015 rescinde il suo contratto rimanendo svincolato.
Il 1º agosto 2016 viene ingaggiato dal Palermo con cui firma un contratto quadriennale.
Il suo debutto con la maglia dei siciliani è avvenuto il 12 agosto 2016 nella partita di Coppa Italia Palermo-Bari (1-0 dts), mentre il 21 agosto seguente ha esordito in Serie A nella gara Palermo-Sassuolo (0-1), partita in cui è stato espulso. Il 18 settembre, durante la partita pareggiata in trasferta (1-1) contro il Crotone esce al 29º minuto per via di una frattura al naso a seguito di uno scontro col suo compagno di squadra (portiere) Josip Posavec. A quell'infortunio ne segue uno al ginocchio. Il 7 novembre 2016, all'indomani di una sconfitta per 1-2 contro il Milan, subisce un nuovo infortunio al ginocchio che gli fa terminare anzitempo la stagione in cui ha disputato solo 4 partite. A fine anno il Palermo retrocede con 26 punti (frutto di 6 vittorie, 8 pareggi e 24 sconfitte) e lui rimane in rosa. Rientra a disposizione dell'allenatore dei siciliani Bruno Tedino nel dicembre 2017 dopo 1 anno e 1 mese, tornando a giocare 2 mesi dopo (dopo ben 14 mesi lontano dai campi) nella sfida persa in trasferta per 1-0 contro il Perugia partendo titolare e venendo sostituito al 72'. Il 27 febbraio 2018 torna a disputare una partita intera nella gara vinta per 4-1 contro l'Ascoli. Tuttavia 2 giorni dopo la partita riporta un nuovo infortunio: questa volta si tratta di una frattura composta dell'emipiatto tibiale. Segna la sua prima rete con la maglia del Palermo nella partita di Serie B disputata in trasferta contro il Parma e terminata 3-2 per i ducali. Il 5 agosto 2018 realizza la sua prima doppietta nella gara contro il Vicenza vinta dai rosanero per 8-7 dcr (2-2 dts) valevole per il secondo turno di Coppa Italia (lo stesso Rajković sigla il quinto gol della sequenza dei tiri di rigore). Nell’estate del 2019 rimane senza squadra dopo il fallimento dei rosanero.
Il 27 gennaio 2020 firma un contratto di due anni e mezzo con il Perugia. Diviene subito titolare della squadra, salvo poi perdere il posto nel finale di stagione.
Dopo avere rescisso il proprio contratto con il cub umbro il 3 agosto 2020, dieci giorni dopo si trasferisce alla Lokomotiv Mosca. Rescinde il contratto a metà gennaio 2021, rimanendo svincolato.

### Nazionale
Da quando ha sedici anni Rajković è membro fisso della Nazionale serba Under-21. È stato fra l'altro il più giovane giocatore a prendere parte ad un incontro di qualificazione agli Europei Under-21.
Fa il suo esordio in Nazionale maggiore il 24 maggio 2008 (all'età di 19 anni e 3 mesi) dopo essere stato convocato dal CT serbo Miroslav Djukic nella partita terminata 1-1 tra Irlanda e Serbia.

## Statistiche

### Presenze e reti nei club
Statistiche aggiornate al 3 febbraio 2021.
| Stagione            | Squadra             | Campionato          | Campionato | Campionato | Coppe nazionali | Coppe nazionali | Coppe nazionali | Coppe continentali | Coppe continentali | Coppe continentali | Altre coppe | Altre coppe | Altre coppe | Totale | Totale |
| Stagione            | Squadra             | Comp                | Pres       | Reti       | Comp            | Pres            | Reti            | Comp               | Pres               | Reti               | Comp        | Pres        | Reti        | Pres   | Reti   |
| ------------------- | ------------------- | ------------------- | ---------- | ---------- | --------------- | --------------- | --------------- | ------------------ | ------------------ | ------------------ | ----------- | ----------- | ----------- | ------ | ------ |
| 2004-2005           | OFK Belgrado        | SL                  | 6          | 0          | CS              | 0               | 0               |                    | -                  | -                  | -           | -           | -           | 6      | 0      |
| 2005-2006           | OFK Belgrado        | SL                  | 20         | 1          | CS              | 1               | 0               | CU                 | 2                  | 0                  | -           | -           | -           | 23     | 1      |
| 2006-2007           | OFK Belgrado        | SL                  | 11         | 0          | CB              | -               | -               | CU                 | 1                  | 0                  | -           | -           | -           | 12     | 0      |
| Totale OFK Belgrado | Totale OFK Belgrado | Totale OFK Belgrado | 37         | 1          |                 | 1               | 0               |                    | 3                  | 0                  |             | -           | -           | 41     | 1      |
| 2007-2008           | PSV                 | ED                  | 13         | 0          | CO              | 0               | 0               | UCL                | 5                  | 0                  | -           | -           | -           | 18     | 0      |
| 2008-2009           | Twente              | ED                  | 13         | 1          | CO              | 0               | 0               | UCL                | 3                  | 0                  | -           | -           | -           | 16     | 1      |
| 2009-2010           | Twente              | ED                  | 10         | 0          | CO              | 0               | 0               | UCL                | 3                  | 0                  | -           | -           | -           | 13     | 0      |
| Totale Twente       | Totale Twente       | Totale Twente       | 23         | 1          |                 | 0               | 0               |                    | 6                  | 0                  |             | -           | -           | 29     | 1      |
| 2010-2011           | Vitesse             | ED                  | 24         | 1          | CO              | 3               | 0               | -                  | -                  | -                  | -           | -           | -           | 27     | 1      |
| 2011-2012           | Amburgo             | BL                  | 16         | 1          | CG              | 1               | 0               | -                  | -                  | -                  | -           | -           | -           | 17     | 1      |
| 2012-2013           | Amburgo             | BL                  | 13         | 0          | CG              | 0               | 0               | -                  | -                  | -                  | -           | -           | -           | 13     | 0      |
| 2013-2014           | Amburgo             | BL                  | 2          | 0          | CG              | 0               | 0               | -                  | -                  | -                  | -           | -           | -           | 2      | 0      |
| 2014-2015           | Amburgo             | BL                  | 11         | 1          | CG              | 2               | 0               | -                  | -                  | -                  | -           | -           | -           | 13     | 1      |
| Totale Amburgo      | Totale Amburgo      | Totale Amburgo      | 42         | 2          |                 | 3               | 0               |                    | -                  | -                  |             | -           | -           | 45     | 2      |
| 2015-2016           | Darmstadt           | BL                  | 15         | 1          | CG              | 2               | 0               | -                  | -                  | -                  | -           | -           | -           | 17     | 1      |
| 2016-2017           | Palermo             | A                   | 4          | 0          | CI              | 1               | 0               | -                  | -                  | -                  | -           | -           | -           | 5      | 0      |
| 2017-2018           | Palermo             | B                   | 12+4       | 1+0        | CI              | 0               | 0               | -                  | -                  | -                  | -           | -           | -           | 16     | 1      |
| 2018-2019           | Palermo             | B                   | 26         | 1          | CI              | 2               | 2               | -                  | -                  | -                  | -           | -           | -           | 28     | 3      |
| Totale Palermo      | Totale Palermo      | Totale Palermo      | 42+4       | 2+0        |                 | 3               | 2               |                    | -                  | -                  |             | -           | -           | 49     | 4      |
| gen.-giu. 2020      | Perugia             | B                   | 7          | 0          | CI              | 0               | 0               | -                  | -                  | -                  | -           | -           | -           | 7      | 0      |
| 2020-gen. 2021      | Lokomotiv Mosca     | PL                  | 5          | 0          | CR              | 0               | 0               | UCL                | 4                  | 0                  | -           | -           | -           | 9      | 0      |
| Totale carriera     | Totale carriera     | Totale carriera     | 212        | 8          |                 | 12              | 2               |                    | 18                 | 0                  |             | -           | -           | 242    | 10     |

### Cronologia di presenze e reti in nazionale
| Cronologia completa delle presenze e delle reti in nazionale ― Serbia | Cronologia completa delle presenze e delle reti in nazionale ― Serbia | Cronologia completa delle presenze e delle reti in nazionale ― Serbia | Cronologia completa delle presenze e delle reti in nazionale ― Serbia | Cronologia completa delle presenze e delle reti in nazionale ― Serbia | Cronologia completa delle presenze e delle reti in nazionale ― Serbia | Cronologia completa delle presenze e delle reti in nazionale ― Serbia | Cronologia completa delle presenze e delle reti in nazionale ― Serbia |
| Data                                                                  | Città                                                                 | In casa                                                               | Risultato                                                             | Ospiti                                                                | Competizione                                                          | Reti                                                                  | Note                                                                  |
| --------------------------------------------------------------------- | --------------------------------------------------------------------- | --------------------------------------------------------------------- | --------------------------------------------------------------------- | --------------------------------------------------------------------- | --------------------------------------------------------------------- | --------------------------------------------------------------------- | --------------------------------------------------------------------- |
| 24-5-2008                                                             | Dublino                                                               | Irlanda                                                               | 1 – 1                                                                 | Serbia                                                                | Amichevole                                                            | -                                                                     |                                                                       |
| 28-5-2008                                                             | Mosca                                                                 | Russia                                                                | 2 – 1                                                                 | Serbia                                                                | Amichevole                                                            | -                                                                     |                                                                       |
| 12-10-2010                                                            | Genova                                                                | Italia                                                                | 3 – 0                                                                 | Serbia                                                                | Qual. Euro 2012                                                       | -                                                                     | 3’                                                                    |
| 17-11-2010                                                            | Sofia                                                                 | Bulgaria                                                              | 0 – 1                                                                 | Serbia                                                                | Amichevole                                                            | -                                                                     | 66’                                                                   |
| 3-6-2011                                                              | Seul                                                                  | Corea del Sud                                                         | 2 – 1                                                                 | Serbia                                                                | Amichevole                                                            | -                                                                     | 83’                                                                   |
| 7-6-2011                                                              | Melbourne                                                             | Australia                                                             | 0 – 0                                                                 | Serbia                                                                | Amichevole                                                            | -                                                                     | 65’                                                                   |
| 10-8-2011                                                             | Mosca                                                                 | Russia                                                                | 1 – 0                                                                 | Serbia                                                                | Amichevole                                                            | -                                                                     | 85’                                                                   |
| 2-9-2011                                                              | Lurgan                                                                | Irlanda del Nord                                                      | 0 – 1                                                                 | Serbia                                                                | Qual. Euro 2012                                                       | -                                                                     | 45’                                                                   |
| 7-10-2011                                                             | Belgrado                                                              | Serbia                                                                | 1 – 1                                                                 | Italia                                                                | Qual. Euro 2012                                                       | -                                                                     |                                                                       |
| 11-11-2011                                                            | Querétaro                                                             | Messico                                                               | 2 – 0                                                                 | Serbia                                                                | Amichevole                                                            | -                                                                     |                                                                       |
| 14-11-2011                                                            | San Pedro Sula                                                        | Honduras                                                              | 2 – 0                                                                 | Serbia                                                                | Amichevole                                                            | -                                                                     | 68’                                                                   |
| 28-2-2012                                                             | Limassol                                                              | Armenia                                                               | 0 – 2                                                                 | Serbia                                                                | Amichevole                                                            | -                                                                     | 84’                                                                   |
| 31-5-2012                                                             | Reims                                                                 | Francia                                                               | 2 – 0                                                                 | Serbia                                                                | Amichevole                                                            | -                                                                     |                                                                       |
| 14-8-2013                                                             | Barcellona                                                            | Colombia                                                              | 1 – 0                                                                 | Serbia                                                                | Amichevole                                                            | -                                                                     |                                                                       |
| 23-3-2016                                                             | Poznań                                                                | Polonia                                                               | 1 – 0                                                                 | Serbia                                                                | Amichevole                                                            | -                                                                     |                                                                       |
| 29-3-2016                                                             | Tallinn                                                               | Estonia                                                               | 0 – 1                                                                 | Serbia                                                                | Amichevole                                                            | -                                                                     |                                                                       |
| 25-5-2016                                                             | Užice                                                                 | Serbia                                                                | 2 – 1                                                                 | Cipro                                                                 | Amichevole                                                            | -                                                                     |                                                                       |
| 31-5-2016                                                             | Novi Sad                                                              | Serbia                                                                | 3 – 1                                                                 | Israele                                                               | Amichevole                                                            | -                                                                     | 46’                                                                   |
| 5-6-2016                                                              | Monaco                                                                | Serbia                                                                | 1 – 1                                                                 | Russia                                                                | Amichevole                                                            | -                                                                     | 83’                                                                   |
| Totale                                                                |                                                                       | Presenze                                                              | 19                                                                    |                                                                       | Reti                                                                  | 0                                                                     |                                                                       |

## Palmarès

### Club

#### Competizioni nazionali
- Campionato olandese: 2

PSV: 2007-2008
Twente: 2009-2010